# Kerstin Hedman
Kerstin Margareta Hedman Pärni, född 27 juni 1948 i Dalarna, är en svensk konstnär.
Hedman verkar i en konstruktivistisk tradition åt det minimalistiska hållet. Hon arbetar främst med kvadratiska färgfält i akrylfärg på plexiglas. Verken är synbart kvadratiska och monokroma men innehåller mönster i form av skuggningar. Kerstin Hedman började som landskapsmålare innan hon övergick till abstrakt konst; hon namnger inte sina verk utan kallar alla för "inre landskap". Hon gör även skulpturer i moderna material och finns bland annat representerad hos Statens konstråd, Forum Konkrete Kunst i Erfurt i Tyskland och på Karolinska universitetssjukhuset. I Hässelby Villastads kyrka har hon formgivit fyra av stationerna i kyrkans korsvägsandakt: Station VI: Veronica torkar Jesu ansikte, X: Jesus avkläds, XI: Jesus spikas fast vid korset och station XIII: Jesus tas ned från korset och återlämnas till sin mor.
Kerstin Hedman Pärni är gift med konstnären Ilkka Pärni.